# Marcel Detienne
Marcel Detienne (Liegi, 11 ottobre 1935 – Nemours, 21 marzo 2019) è stato uno storico, antropologo e storico delle religioni belga, specializzato nello studio dell'antica Grecia.

## Biografia
Insieme a Jean-Pierre Vernant e Pierre Vidal-Naquet, applicò un approccio antropologico, influenzato dallo strutturalismo di Claude Lévi-Strauss, allo studio della Grecia classica e arcaica.
Detienne conseguì il dottorato in scienze religiose all'École pratique des hautes études nel 1960, e quello in lettere e filosofia all'Università di Liegi nel 1965. Directeur d'études presso l'École pratique des hautes études di Parigi, (EPHE), dove insegnò fino al 1998,  dal 1975 al 1996 è stato anche direttore di ricerca in scienze religiose del CNRS.  È stato inoltre co-fondatore del Centro Louis Gernet di ricerche comparate sulle società antiche in seno all'École des hautes études en sciences sociales (EHESS) di Parigi. Dal 1992 è stato professore presso il Dipartimento di Studi Classici della Johns Hopkins University di Baltimora, dove ha diretto il Centro Louis Marin di studi comparati. 

## Opere
- 1962, Homère, Hésiode et Pythagore: poésie et philosophie dans le pythagorisme ancien
- 1963, Crise agraire et attitude religieuse chez Hésiode
- 1963, La notion de daimon dans le pythagorisme ancien
- 1963, De la pensée religieuse à la pensée philosophique
- 1967, Les Maîtres de vérité dans la Grèce archaïque, (trad. it. Augusto Fraschetti, I maestri di verità nella Grecia arcaica, Bari-Roma: Laterza 1977 e Milano: Mondadori 1992)
- 1972, Les Jardins d'Adonis, (trad. it. Letizia Berrini Pajetta e Arianna Ghilardotti, I giardini di Adone, Torino: Einaudi 1975 e Milano: Cortina 2009)
- 1974, Les ruses de l'intelligence: la métis des Grecs, (in collaborazione con Jean-Pierre Vernant, trad. it. Andrea Giardina, Le astuzie dell'intelligenza nell'antica Grecia, Roma-Bari-: Laterza 1984)
- 1977, Dionysos mis à mort (trad. it. Mario De Nonno, Dioniso e la pantera profumata, Roma-Bari: Laterza 1983)
- 1977, La cuisine du sacrifice en pays grec, (in collaborazione con Jean-Pierre Vernant e con scritti di Jean-Louis Durand e altri, trad. it. La cucina del sacrificio in terra greca, Torino: Bollati Boringhieri, 1982)
- 1978, Demoni in Enciclopedia Einaudi, Torino: Einaudi 1978, vol. 4, pp. 559–571
- 1980, Mito / rito in Enciclopedia Einaudi, Torino: Einaudi 1980, vol. 9, pp. 348–363
- 1981, L'invention de la mythologie (trad. it. Flavio Cuniberto, L'invenzione della mitologia, Torino: Bollati Boringhieri 1983)
- 1986, Dionysos à ciel ouvert (trad. it. Maria Garin, Dioniso a cielo aperto, Roma-Bari: Laterza 1987 e 2000)
- 1988, Les Savoirs de l'écriture en Grèce ancienne (in collaborazione con Giuseppe Cambiano e altri, trad. it. Maria Rosaria Falivene, Sapere e scrittura in Grecia, Roma-Bari: Laterza 1997)
- 1989, L' écriture d'Orphée, (trad. it. Maria Paola Guidobaldi, La scrittura di Orfeo, Roma-Bari: Laterza 1990)
- 1989, La vie quotidienne des dieux grecs (in collaborazione con Giulia Sissa, trad. it. Claudia Gaspari, La vita quotidiana degli dei greci, Roma-Bari: Laterza 1989 e Milano: Mondadori 1994)
- 1998, Apollon le couteau à la main (trad. it. Francesco Tissoni, Apollo con il coltello in mano. Un approccio sperimentale al politeismo greco, Milano: Adelphi 2002)
- 2002, Comparer l'incomparable
- 2003, Comment être autochtone: du pur Athénien au Français raciné (trad. it. Francesco Tissoni, Essere autoctoni. Come denazionalizzare le storie nazionali, Firenze: Sansoni 2004)
- 2003, Qui veut prendre la parole?
- 2005, Les Grecs et nous (trad. it. Arianna Ghilardotti, Noi e i greci, Milano: Cortina, 2007)

Come redattore e coredattore:
- 1976, Il mito: guida storica e critica, Roma-Bari: Laterza 1976, 1989 e 1994, traduzione di Giuliana Lanata
- 1994, Transcrire les mythologies: tradition, écriture, historicité
- 1996, Destin de Meurtriers